# Суперсемейство трансформирующего ростового фактора-бета
Суперсемейство трансформирующего ростового фактора Beta (ТРФ-B) — большое семейство структурно связанных регуляторных белков, которое было названо по его первому члену, ТРФ-B1, впервые описанном в 1983 году.

## Классификация
С тех пор многие протеины были описаны как члены этого суперсемейства у множества видов животных, включая как позвоночных, так и беспозвоночных, и квалифицированны по 23 явным генетическим типам на четыре основных подсемейства.

### Подсемейства
- DVR (декапентаплегический-Vg-связанное) подсемейство (включая костные морфогенетические протеины и ростовые дифференцировочные факторы)
- Активин\Ингибин подсемейство
- подсемейство трансформирующего ростового фактора-бета
- группа, объединяющая различные несходные члены.

ТРФ-бета — это многофункциональный пептид, который контролирует пролиферацию, дифференцировку и другие функции во многих типах клеток. ТРФ-бета1 — это пептид из ста двенадцати аминокислот, полученных припротеолитическом расщеплении С-концевого участка белка-предшественника. Эти белки взаимодействуют с консервативным семейством серин треониновых протеинкиназ — рецепторов на поверхности клетки, и генерируют внутриклеточный ответ путём активации белков семейства SMAD.Они играют фундаментальную роль в регуляции основных биологических процессов, таких как рост, развитие, поддержание тканевого гомеостаза и функционирование иммунной системы.

## Структура
Белки из ТРФ-семейства активны только как гомо или гетеродимеры, в активном состоянии две цепи белка должны быть связаны одинарным дисульфидным мостиком. При рентгенологическом исследовании ТРФ-2 было выяснено, что все другие цистеины вовлечены в внутрицепочечные дисульфидные связи. Как показано на схеме, приведенной ниже, существует четыре дисульфидные связи в цепочке ТРФ-бета и ингибина, в то время, как остальные белки этого семейства лишены первой связи.
```
                                                     interchain
                                                     |
          +------------------------------------------|+
          |                                          ||
          Cc                  C  C                   СС                   C C
    |      |                  |  |                                        | |
    +------+                  +--|----------------------------------------+ |
                                 +------------------------------------------+

```

Примечание: «С» означает консервативный цистеин, вовлечённый в дисульфидную связь.